# Corrida espacial
Corrida espacial foi uma competição do século XX entre dois adversários da Guerra Fria, a União Soviética e os Estados Unidos, para alcançar capacidade superior de voo espacial. Teve suas origens na corrida armamentista nuclear baseada em mísseis balísticos entre as duas nações após a Segunda Guerra Mundial. A vantagem tecnológica demonstrada pela realização dos voos espaciais era vista como necessária para a segurança nacional e tornou-se parte do simbolismo e da ideologia da época. O período da corrida espacial trouxe lançamentos pioneiros de satélites artificiais, sondas espaciais robóticas para a Lua, Vênus e Marte, e voos espaciais tripulados em órbita terrestre baixa e, finalmente, para a Lua.
A competição começou a sério em 2 de agosto de 1955, quando a União Soviética respondeu ao anúncio estadunidense feito quatro dias antes da intenção de lançar satélites artificiais para o Ano Geofísico Internacional, declarando que também lançaria um satélite "no futuro próximo". Os desenvolvimentos nas capacidades de mísseis balísticos tornaram possível levar a competição entre os dois Estados para o espaço sideral. Esta competição ganhou a atenção do público com o "choque Sputnik", quando a URSS conseguiu o primeiro lançamento de satélite artificial bem-sucedido em 4 de outubro de 1957 do Sputnik 1, e posteriormente quando os soviéticos enviaram o primeiro humano ao espaço com o voo orbital de Yuri Gagarin em 12 de abril de 1961. A URSS demonstrou uma liderança inicial na corrida com estes e outros primeiros ao longo dos próximos anos, alcançando a Lua pela primeira vez com o Programa Luna, empregando missões robóticas
Depois que o presidente estadunidense, John F. Kennedy, aumentou as apostas e estabeleceu uma meta de "pousar um homem na Lua e devolvê-lo em segurança à Terra", ambos os países trabalharam no desenvolvimento de veículos de lançamento superpesados, com os Estados Unidos implantando com sucesso o Saturno V, que era grande o suficiente para enviar um orbitador de três pessoas e um módulo de pouso de duas pessoas à Lua. O objetivo foi alcançado em julho de 1969, com o voo da Apollo 11, uma conquista singular que os estadunidenses consideraram ofuscar quaisquer conquistas soviética anterior. No entanto, tal opinião é geralmente controversa, com outros atribuindo o primeiro homem no espaço como sendo uma conquista muito maior. A URSS criou dois programas lunares tripulados, mas não teve sucesso com seu foguete N1 para lançar e pousar na Lua antes dos Estados Unidos e acabou cancelando-o para se concentrar em Salyut, o primeiro programa de uma estação espacial, e os primeiros pousos em Vênus e em Marte. Enquanto isso, os EUA desembarcaram mais cinco tripulações do Programa Apollo na Lua e continuaram a exploração de outros corpos extraterrestres roboticamente.
Um período de distensão seguiu com o acordo de abril de 1972 sobre um projeto-teste cooperativo chamado Apollo-Soyuz (ASTP), resultando no acoplamento espacial de 17 de julho de 1975 na órbita terrestre e o encontro de uma tripulação de astronautas estadunidenses com uma tripulação de cosmonautas soviéticos e no desenvolvimento conjunto de um internacional padrão APAS-75. Este acoplamento é considerado como o ato final da corrida espacial, a competição só gradualmente seria substituída pela cooperação. O colapso da União Soviética eventualmente permitiu que os Estados Unidos e a recém-fundada Federação Russa encerrassem sua competição da Guerra Fria também no espaço, concordando em 1993 com os programas Shuttle-Mir e Estação Espacial Internacional.

## História

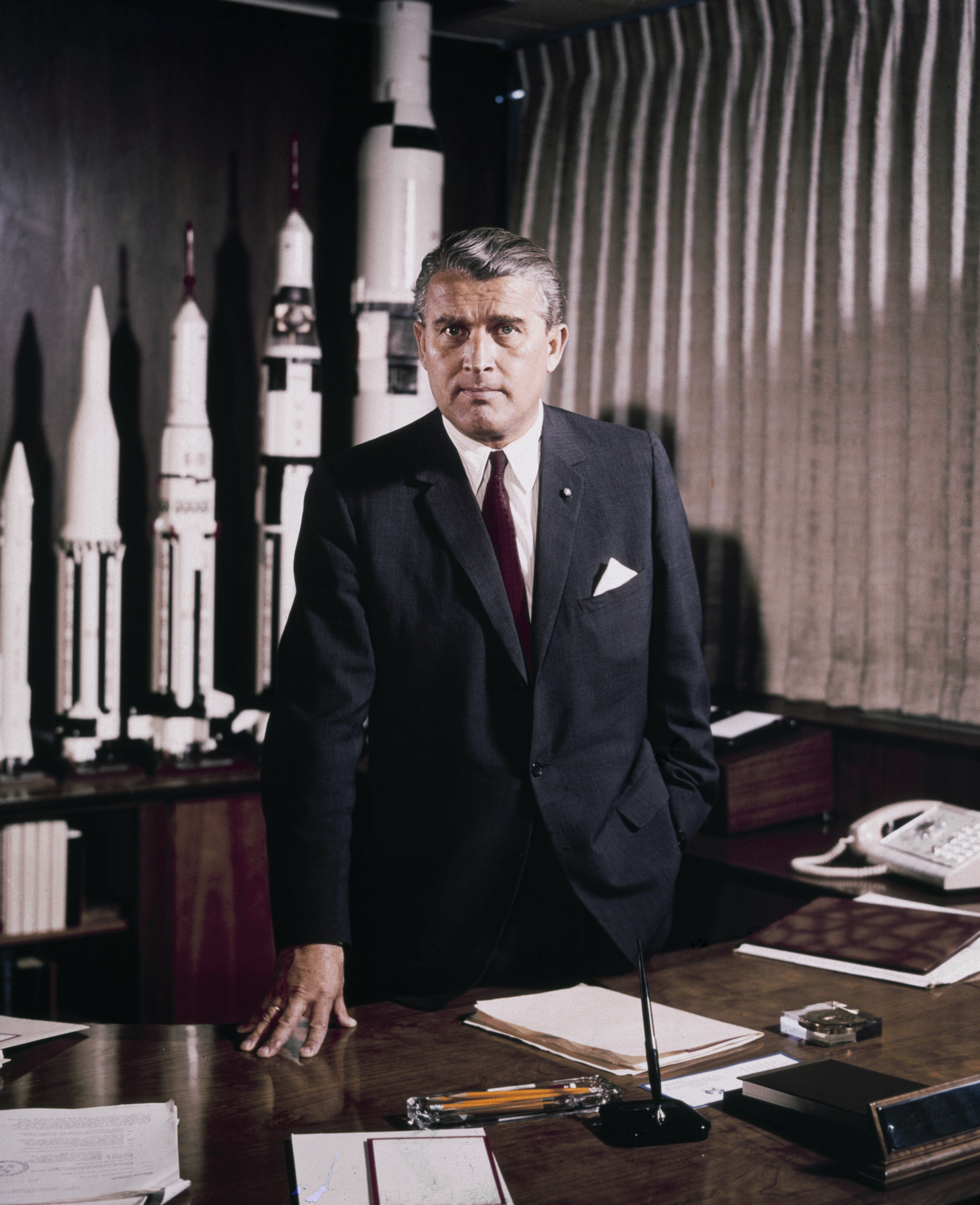
Wernher von Braun tornou-se o principal engenheiro de foguetes dos Estados Unidos durante as décadas de 1950 e 1960

A Lua sempre atraiu a atenção do homem, e este interesse ficou registrado na poesia, na literatura e na ficção científica. Há quase 150 anos, em uma famosa obra de ficção intitulada "De la Terre à la Lune" (1865) e sua sequência Autour de la Lune (1869), Júlio Verne escreve sobre um grupo de homens que viajou até a Lua usando, para lançá-los ao espaço, o gigantesco canhão Columbiad. Na França, Georges Méliès foi um dos pioneiros do cinema, e em seu filme "Le voyage dans la Lune" (1902) acabou criando um dos primeiros filmes de ficção científica em que descrevia uma incrível viagem à Lua.
Com a derrota da Alemanha nazista na Segunda Guerra Mundial, os Estados Unidos e a URSS capturaram a maioria dos engenheiros que trabalharam no desenvolvimento do míssil V-2 (ver: A1 (míssil) e Operação Paperclip). Particularmente importante para os Estados Unidos foi a captura de Wernher von Braun, um dos principais projetistas alemães, que participou ativamente do programa de mísseis balísticos dos Estados Unidos e depois dos primeiros passos do programa espacial americano (tendo sido, inclusive, o líder da equipe que projetou o lançador Saturno V que levou as naves Apollo para a Lua).
Historicamente, a exploração espacial começou com o lançamento do satélite artificial Sputnik 1 pela URSS a 4 de outubro de 1957, no Cosmódromo de Baikonur (base de lançamento de foguetes da URSS), em Tyuratam, no Cazaquistão. Este acontecimento provocou uma corrida espacial pela conquista do espaço entre a URSS e os Estados Unidos (ver: Crise do Sputnik), que culminou com a chegada do homem à Lua.

### Primeiros passos

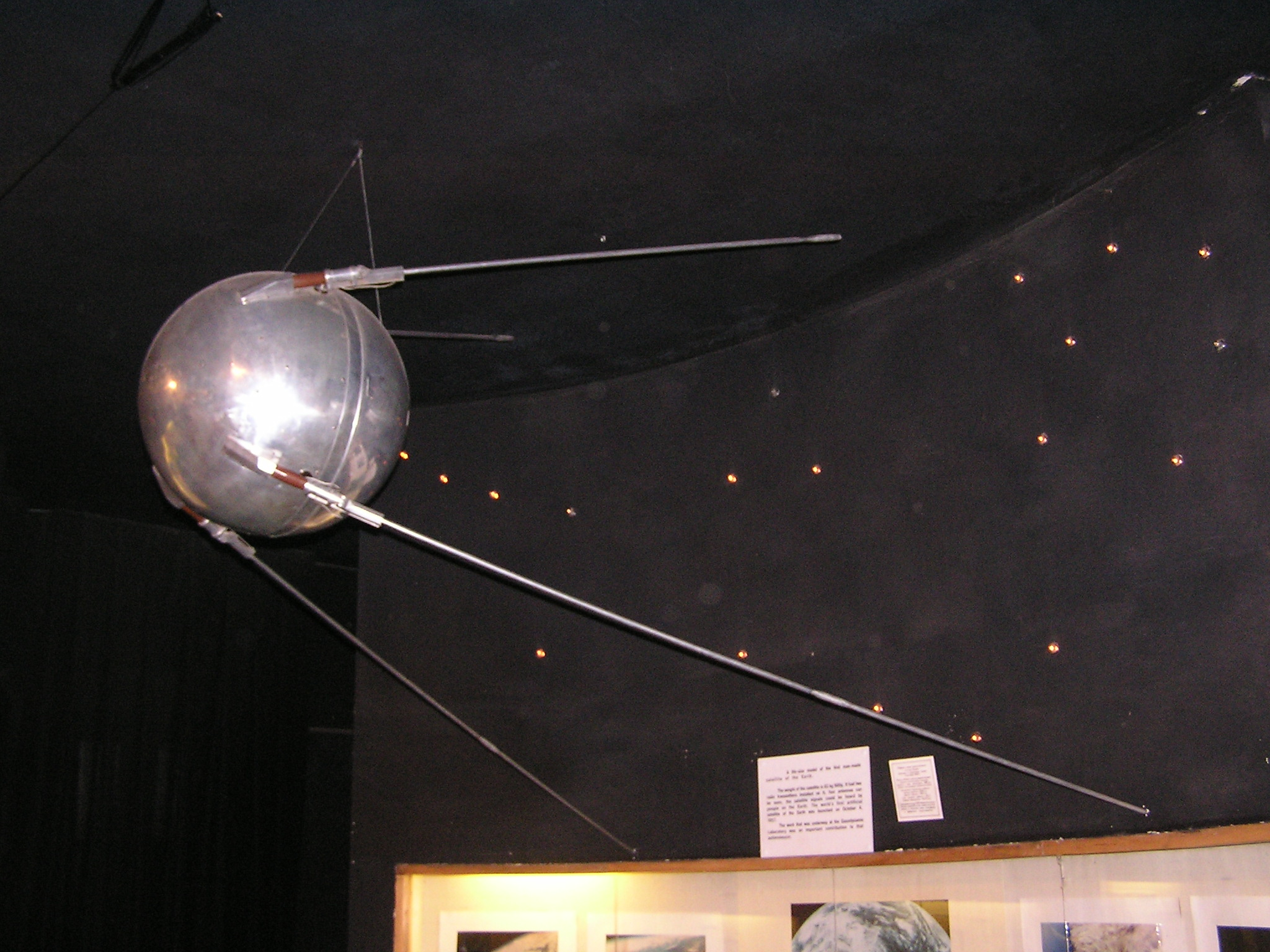
Um modelo do satélite Sputnik 1

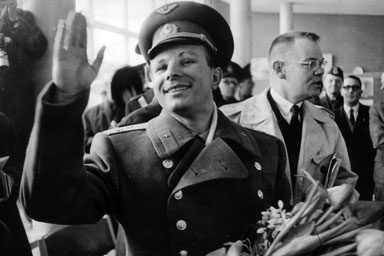
Iuri Gagarin, o primeiro humano a viajar pelo espaço

Os primeiros seres vivos terrestres no espaço não foram um homens, e sim animais. Os primeiros animais no espaço foram moscas-das-frutas transportadas por um V-2 dos EUA lançado em 1947, que retornaram à Terra em segurança. A cadela russa Laika, originalmente chamada Kudriavka, subiu ao espaço em 3 de novembro de 1957 a bordo da nave espacial Sputnik 2 e infelizmente acabou morrendo poucas horas após o início da viagem devido ao stress e sobreaquecimento (ver: Cães do programa espacial soviético). As macacas Able e Miss Baker (1957-1984), foram os primeiros animais dos EUA a retornarem vivos do espaço, viajando a bordo de um foguete Jupiter-C, em 28 de maio de 1959.
Yuri Gagarin (1934-1968) foi o primeiro homem no espaço, em um voo orbital de 1 hora e 48 minutos, a bordo da nave Vostok 1. O voo de Gagarin ocorreu em 12 de abril de 1961. Neste voo disse as famosas frases: "A Terra é azul", e "Olhei para todos os lados, mas não vi Deus".
O lançamento da Sputnik e a colocação do primeiro homem no espaço devem-se, em grande parte, ao talento do engenheiro soviético Sergei Korolev, o engenheiro-chefe do programa espacial soviético, que conseguiu convencer Nikita Khrushchov, na época o líder da URSS, a investir no programa espacial. Foi ele quem primeiro teve a ideia de levar homens à Lua.
Quatro meses após o lançamento da Sputnik 1, os Estados Unidos responderam com seu primeiro satélite, o Explorer I, em 31 de janeiro de 1958. O número de satélites artificiais terrestres e sondas espaciais lançados pelos Estados Unidos e pela URSS multiplicaram-se nos primeiros anos da corrida espacial (ver: cronologia dos satélites artificiais e sondas espaciais). Aos Sputniks da URSS seguiram-se, além do Explorer I, as Vanguard I, II e III dos Estados Unidos, e uma grande quantidade de satélites de comunicação, meteorológicos e espiões.

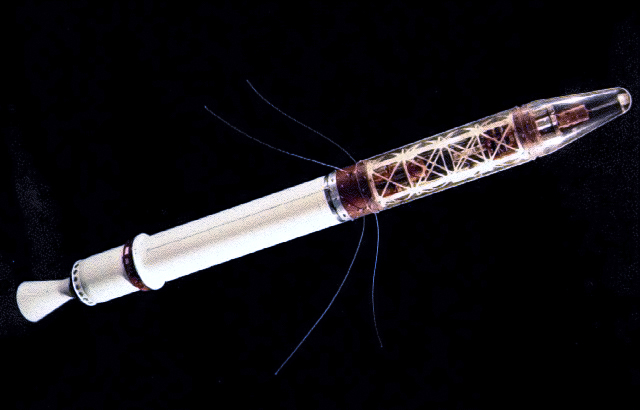
Explorer 1, o primeiro satélite artificial terrestre lançado ao espaço pelos Estados Unidos

Por volta da metade da década de 1960 ambos, Estados Unidos e URSS, haviam lançado tantos satélites que se tornaria inconveniente indicá-los a todos num artigo generalista como este. Além das Sputniks, os soviéticos haviam lançado 12 satélites da série Kosmos, e os Estados Unidos haviam lançado 16 satélites Explorers e mais 38 satélites de reconhecimento Discoverer, só para citar alguns. Entre os anos 1960 e 1970, URSS e EUA iniciaram projetos de exploração espacial enviando sondas para outros satélites naturais e planetas do sistema solar. Os soviéticos criaram o programa Venera, que enviou sondas para estudar Vênus. Os EUA iniciaram o programa Voyager, originalmente para estudar Júpiter e Saturno, mas suas sondas agora dirigem-se ao espaço interestelar e, continuam enviando dados para a Terra.
Os feitos iniciais da URSS na corrida espacial, que incluem o primeiro satélite artificial - o Sputnik 1 - e o primeiro homem no espaço - Yuri Gagarin, desafiaram os Estados Unidos, cujo programa espacial ainda dava os primeiros passos - o primeiro estadunidense, Alan Shepard, iria ao espaço só em 5 de maio de 1961, mesmo assim apenas em um voo sub-orbital. Em julho de 1958 é criada a agência espacial dos Estados Unidos, a NASA, responsável por coordenar todo o esforço estadunidense de exploração espacial e administrar o programa espacial dos Estados Unidos. Muito do atraso inicial do programa espacial dos Estados Unidos pode ser atribuído a um erro estratégico de investir inicialmente nos lançadores Vanguard, mais complexos e menos confiáveis que os lançadores Redstone (baseados nas antigas V-2 alemãs). Isto acarretou que a capacidade de lançamento estadunidense era de 5 kg no momento em que a Sputnik 1, de 84 kg mas com capacidade de 500 kg, foi recém-lançada pela URSS.

### Conquista da Lua

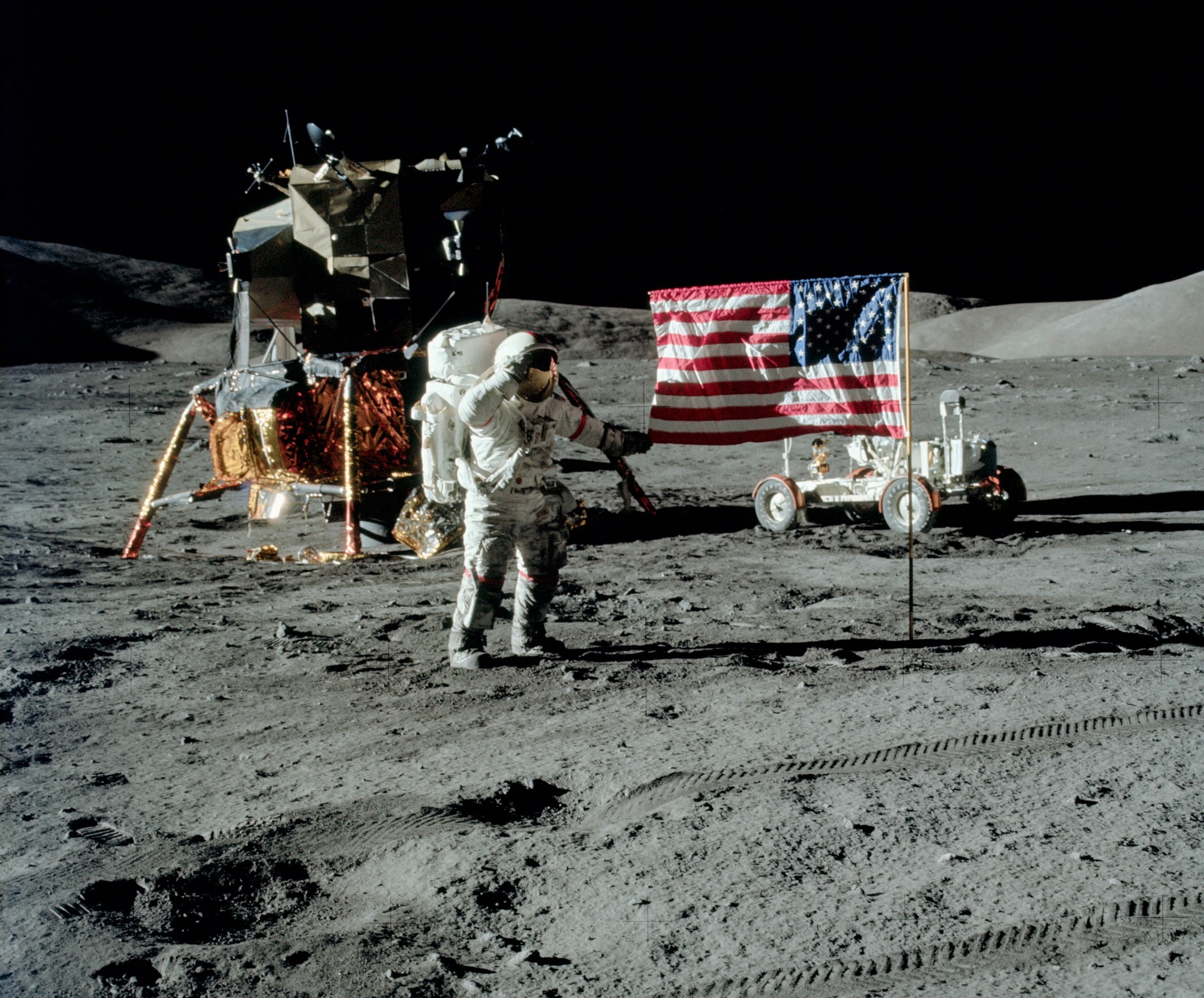
Eugene Cernan na Lua durante a Apollo 17 (a última missão que pousou na lua) em 1972.

Em um famoso discurso de 1961, o então presidente dos Estados Unidos, John F. Kennedy, lançou o desafio de "enviar homens à Lua e retorná-los a salvo" antes que a década terminasse.
No famoso discurso na Universidade Rice suas palavras foram: "Nós escolhemos ir para a Lua! Nós escolhemos ir para a Lua... Nós escolhemos ir para a Lua nesta década e fazer as outras coisas, não porque elas são fáceis, mas porque elas são difíceis".
A partir de então, os Estados Unidos colocaram em marcha um ambicioso programa espacial tripulado que iniciou com o Projeto Mercury, que usava uma cápsula espacial com capacidade para um astronauta em manobras em órbita terrestre, seguido pelo Projeto Gemini com capacidade para dois astronautas, e finalmente o Projeto Apollo, cuja espaçonave tinha capacidade de levar três astronautas e pousar na Lua.
Os primeiros astronautas a circum-navegar a Lua foram os tripulantes da Apollo 8, Frank Borman, James A. Lovell, Jr. e William A. Anders, na noite de Natal de 1968.
Por problemas em suas missões Zond (que usavam a nave Soyuz modificada para circum-navegação da Lua), os soviéticos não foram capazes de levar homens à órbita da Lua antes dos Estados Unidos, e nunca mais o fariam. Apenas missões Zond não tripuladas, Zond 5 e Zond 6, o fizeram em setembro e novembro de 1968. Após isto, ainda houve as missões não tripuladas Zond 7 e Zond 8 que circum-navegaram a Lua em 1969 e 1970, já após os bem-sucedidos voos tripulados dos Estados Unidos para a Lua.
Os Estados Unidos foram bem-sucedidos em seu objetivo de alcançar a Lua antes da URSS, em 1969, com a missão Apollo 11. Para atingir este objetivo, o Projeto Apollo envolveu um fantástico esforço de US$ 20 bilhões, 20 mil companhias que fabricaram componentes e peças, e 300 mil trabalhadores.
A missão Apollo 11 pousou na superfície lunar em 20 de julho de 1969, em um local chamado "Sea of Tranquility" (Mar da Tranquilidade). Neil Armstrong e Edwin Aldrin tornaram-se os primeiros homens a caminhar no solo lunar.
Depois da Apollo 11, outras seis missões Apollo foram lançadas, sendo que cinco delas pousaram na Lua (no total de doze astronautas que caminharam na Lua).
Ficou famosa a frase do primeiro astronauta a pisar na Lua, Neil Armstrong: "Um pequeno passo para um homem, um salto gigante para a humanidade".
Os astronautas da Apollo 11 colocaram uma placa na Lua, onde se lê:
| “ | \| Here Men From Planet Earth First Set Foot Upon The Moon. July 1969 A.D. We Came In Peace For All Mankind. \| Aqui os homens do planeta Terra pisaram pela primeira vez na Lua. Julho de 1969. Viemos em paz, em nome de toda a humanidade. \| ” \| \| \| — Committee on Symbolic Activities for the First Lunar Landing.[22] \| \|. |   |
| Here Men From Planet Earth First Set Foot Upon The Moon. July 1969 A.D. We Came In Peace For All Mankind. | Aqui os homens do planeta Terra pisaram pela primeira vez na Lua. Julho de 1969. Viemos em paz, em nome de toda a humanidade. | ” |
| | — Committee on Symbolic Activities for the First Lunar Landing. |   |

A Apollo 13, lançada em 11 de abril de 1970, não conseguiu pousar na Lua, devido a uma explosão ocorrida a bordo no dia 14. Apesar do acidente, a missão conseguiu circum-navegar a Lua, trazendo os astronautas de volta para a Terra em segurança. O acidente com a Apollo 13 foi dramatizado no filme homônimo de 1995. A corrida espacial inaugurou o que alguns autores denominam de era das "grandes navegações espaciais", em alusão à era das grandes navegações.

### Militarização do espaço

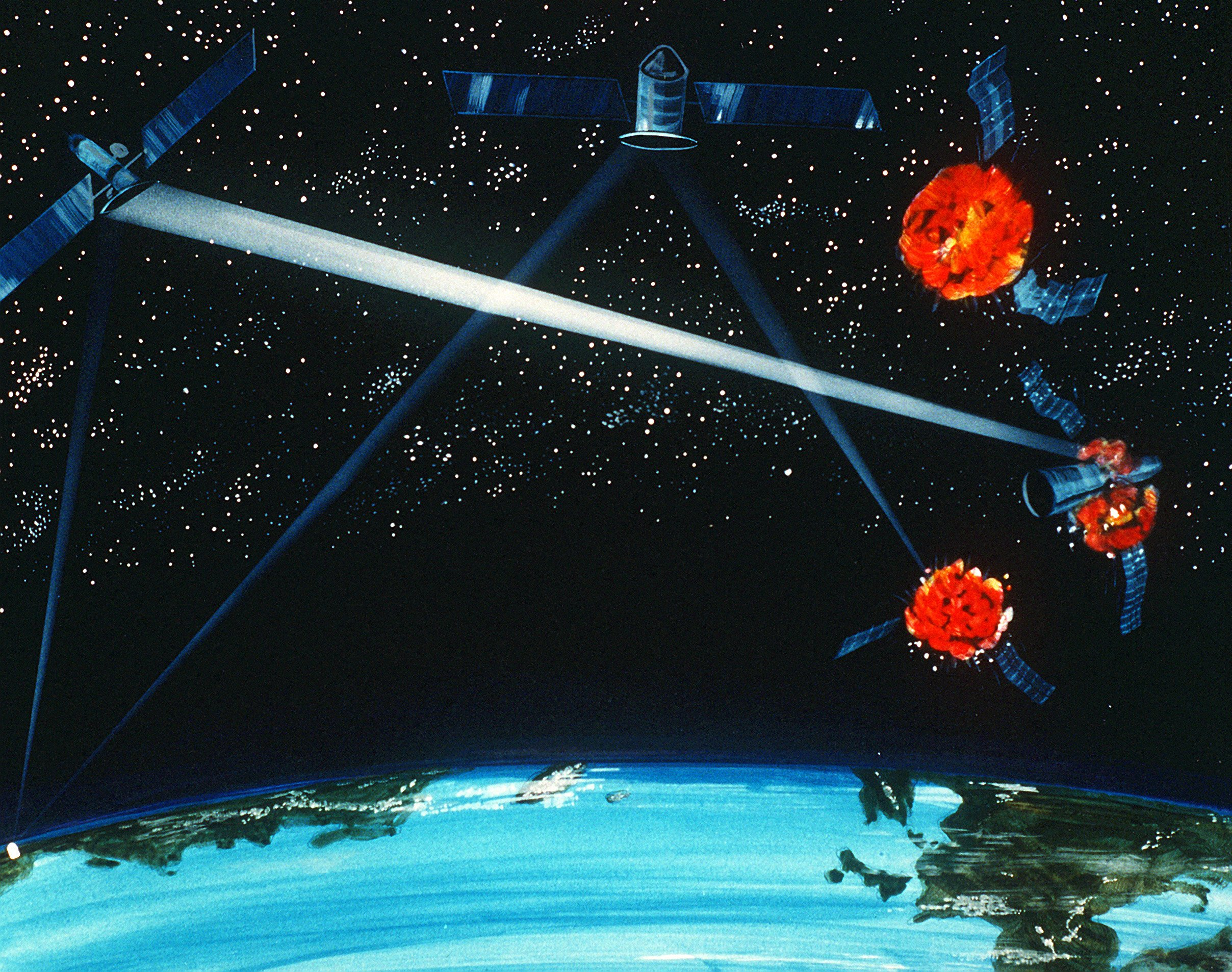
Representação artística de uma arma de energia dirigida baseada no espaço, 1984

Nos anos 1980, no transcorrer da "Segunda Guerra Fria" e, no contexto da corrida espacial, foram desenvolvidas tecnologias de armas espaciais e guerra espacial que poderiam causar a militarização do espaço. Durante a presidência de Ronald Reagan, os EUA conceberam o SDI (Strategic Defense Initiative - Iniciativa Estratégica de Defesa) popularmente conhecido como "Guerra nas Estrelas". O sistema SDI seria composto, principalmente, por uma rede de satélites armados, capazes de detectar e abater, a partir do espaço, mísseis balísticos intercontinentais dotados de ogivas nucleares. Se entrasse em operação, o SDI anularia o poder ofensivo nuclear soviético. Em resposta, durante a era Gorbachev, a URSS criou o Polyus, uma arma espacial equipada com armas nucleares e canhão laser capazes de atacar alvos na Terra e abater os satélites SDI. Em maio de 1987, em seu lançamento, acoplado ao foguete Energia, o Polyus caiu no oceano Pacífico e seu programa foi cancelado. O programa SDI dos EUA nunca tornou-se operacional, foi parcialmente reativado durante o governo Bush, então denominado escudo antimísseis e foi paralisado pelo presidente Barack Obama.